# Éric Dussart
Pour les articles homonymes, voir Dussart.
Éric Dussart, né le 6 octobre 1978, est un  animateur de télévision et de radio français. Il est également producteur de télévision.

## Biographie

### Jeunesse et formation
Éric Dussart est originaire de Bretagne, il a notamment suivi sa scolarité au Collège Paul Le Flem à Pleumeur Bodou  dans les Côtes d'Armor.
Il étudie le journalisme à l'IUT de Lannion et devient le dernier président de la radio associative Buzz Radio, de 1997 à 1998.

### Carrière à la radio
En 2005, après avoir été chroniqueur sur Europe 2 avec Sébastien Cauet, puis sur RMC et Europe 1 avec Jean-Marc Morandini, il intègre l'équipe de la matinale de La City Radio et rejoint également Patrick Sabatier dans l'émission Tous ensemble, sur les ondes de France Bleu. Il fait par la suite partie de la bande du Fou du roi, animée par Stephane Bern sur France Inter.
En 2011, il rejoint Stéphane Bern dans À la bonne heure sur RTL.
Les 25 décembre 2013 et 1er janvier 2014, il présente de 13 h à 14 h Un an de Télé Dussart au matin sur RTL.
Sur la grille de rentrée 2016, en compagnie de Jade, sur RTL, il décroche une nouvelle émission dont le sujet est la télévision, le weekend.

### Carrière à la télévision
De 2004 à 2007, il anime le « Top 5 » puis  « Le bloc-notes » dans + Clair sur Canal+ et L'Année des médias, best of de l'émission.
En 2010, il devient chroniqueur dans l'émission Touche pas à mon poste ! animée par Cyril Hanouna sur France 4, dans laquelle il anime plusieurs chroniques (« L'alerte Dussart », « Les saveurs Dussart » et « Les desserts Dussart »), produit les sujets du Comité de la carte diffusé sur Paris Première et collabore également à la réalisation des sujets du Franck Ribery Show sur Direct 8 et des Mystères des misters sur Léman Bleu.
À partir du 29 octobre 2012, il présente Dussart surveille la télé sur France 4.
À partir du 26 août 2013, il intègre l'équipe de la nouvelle émission de Jean-Marc Morandini, Morandini : télé, people, buzz, sur NRJ 12[réf. nécessaire]. Faute d'audience, l'émission est déprogrammée le 6 septembre 2013.
À partir du 15 septembre 2013, il présente sa propre émission sur NRJ12. Diffusé chaque dimanche à 20h15, Le Dussart du soir fait le bilan de la semaine écoulée avec des images et de la présence de deux invités sur le plateau. Cette nouvelle émission, qui à la base était une chronique qu'il a fait pour Morandini : télé, people, buzz avant d'être déprogrammée, est très fortement inspirée de Dussart surveille la télé, une émission qu'Eric Dussart avait lancé une année plus tôt sur France 4.
Le 7 août 2015, il annonce sur son compte Twitter son retour dans Touche pas à mon poste !, trois saisons après son départ, à la suite du transfert de l'émission de France 4 à D8.
En avril 2016, il apparaît comme chroniqueur dans Vendredi tout est permis, émission présentée par Arthur sur TF1.
À la rentrée 2017, Éric Dussart rejoint l'émission Le brunch de l'info sur LCI, présentée par Bénédicte Le Chatelier, où il propose une interview autour d'images de la semaine écoulée.

### Activité de producteur
En 2007, il crée, avec Michael Müller et Dominique Bourqui, Swiss Mad Prod, une maison de production audiovisuelle. La même année il produit une chronique humoristique, « Star Academix », dans l'émission Star Academy sur TF1. Il produit également par la suite quelques émissions pour la chaîne TF6 : Le Grand lifting des tubes, Les 50 clips les plus nazes et Les + glams 2010.
Durant la saison 2007 - 2008 il produit des reportages pour l'émission On n'a pas tout dit, animée par Laurent Ruquier sur France 2.
De 2007 à 2010, il produit des reportages (« Pafomètre » et « Pifomètre ») puis réalise des portraits d'invités (« Dussaravu » et « Dussaralu »), dans Pif Paf, animée par Philippe Vandel sur Paris Première.
En 2012 il produit un talk-show, Mika & co, sur Rouge TV.

### Activité dans la presse et sur Internet
En 2011, il rejoint l'équipe du site internet Télé Loisirs sur lequel il présente, chaque dimanche, Les Programmes Dussart. Il collabore également à la version papier du magazine dans lequel, chaque semaine, il commente une image télévisuelle.